# Aplomya poultoni
Aplomya poultoni är en tvåvingeart som först beskrevs av Villeneuve 1922.  Aplomya poultoni ingår i släktet Aplomya och familjen parasitflugor.
Artens utbredningsområde är Nigeria. Inga underarter finns listade i Catalogue of Life.